# Adam Ledwoń
Adam Ledwoń (Olesno, 15 januari 1974 – Klagenfurt, 11 juni 2008) was een Poolse voetballer die ook de Duitse nationaliteit bezat. Hij speelde op het middenveld en kwam achttien keer uit voor het Pools voetbalelftal. Zijn enige interlandtreffer maakte hij op 14 juni 1997 in de WK-kwalificatiewedstrijd tegen Georgië (4-1).
Ledwoń pleegde op 34-jarige leeftijd zelfmoord. Zijn ploegmaat Patrick Wolf vond zijn levenloze lichaam. Ledwoń was gehuwd en had twee kinderen.